# E자형 성운
E자형 성운(E Nebula)은 독수리자리에 있는 암흑 성운이다.
좌표:  19h 40m 42s, +10° 57′ 00″